# Шереметьев, Борис Евгеньевич
Борис Евгеньевич Шереметьев (1 января 1945 — 9 февраля 2021) — российский писатель, член Союза писателей СССР с 1983 года. Заслуженный работник культуры Российской Федерации (1998). Лауреат Всесоюзного конкурса имени А. М. Горького на лучшую первую книгу молодого автора (1981), литературной премии имени Константина Симонова (1999), почётной премии имени Владимира Даля (2001), премии имени Б. А. Рыбакова, национальной литературной премии «Золотое перо Руси» (2005).

## Биография
Родился 1 января 1945 года. Окончил Ленинградское Нахимовское военно-морское училище (1963), Высшее военно-морское инженерное училище (1968), Литературный институт имени А. М. Горького (1975).
Служил на Черноморском флоте; капитан 1-го ранга в отставке.
Являлся сотрудником журналов «Пограничник», «Морской сборник». Печатался в периодических изданиях «Литературная Россия», «Московский литератор», «Смена», «Молодая гвардия», «Юность», в альманахах «Подвиг», «Океан» и других. Избирался секретарём правления Московской организации Союза писателей РСФСР (1991), секретарём исполкома Международного сообщества писательских союзов (1992), работал секретарём правления Союза писателей России (1993—1994).
В 1994—2000 годах — начальник студии писателей баталистов и маринистов Федеральной пограничной службы России, главный редактор издательства «Граница», ответственный секретарь жюри премии имени М. А. Шолохова в области литературы и искусства.
Являлся Действительным членом Академии Российской словесности (2006) и профессором Православной Русской Академии (2006)
В 2001—2002 годах — заместитель председателя Международного сообщества писательских союзов; в сентябре 2002 года был снят с должности после публикации критической статьи о заместителе А. В. Ларионова.
Скончался 9 февраля 2021 года.

## Публикации
- Арбатский фотограф. Сборник рассказов. Библиотечка «Красной Звезды». — М., 1970
- Небесный гром. Сборник рассказов. Библиотечка «Красной Звезды». — М., 1972
- Красная эскадра: (Роман). — М. : Современник, 1980. — 303 с.
- Стерегущие тишину // Дни и ночи границы: Рассказы, очерки. — Алма-Ата: Жазушы, 1981. — 256 с.
- Благодарная память // Рубежи творческой зрелости. — М.: Молодая гвардия. — № 4. — 1983. — С. 226—233.
- Вровень с веком. — М.: Современник, 1983. — С. 284—303.
- Категория жизни. Рассказы и повести сов. писателей о молодёжи нашего времени. — М.: Молодая гвардия, 1984. — 382 с.
- Логика каперанга Варгасова. Повесть // «Юность». — № 9. — 1984 (вошла в сборник «Отцовское море»)
- Отцовское море: Повести и рассказ. — М. : Современник, 1986. — 224 с.
- Защитник: (Рассказ-быль). — М.: РБП, 1994.
- Битый лед: Рассказ. — М.: РБП, 1995.
- Морской рундучок отставного капитана Усова. Исторические рассказы. — М.: Союз писателей РФ, 1999. — С. 112
- Флаг адмирала (Глава из романа) // Парус. — 2008. — № 3. — С. 82—84
- Русский Иван в Трептов-парке // Наш современник. — № 6. — 2010
- Русс-Иван // Воин России. — 2010. — № 8. — С. 52—57.
- Адмирал Лазарев и его «Ориадна»: рассказы // Воин России. — 2012. — № 3. — С. 10—21.
- Великое противостояние // Воин России. — 2012. — № 11. — С. 86—95.
- Заметы сердца и ума контр-адмирала Бачкова: рассказы // Воин России. — 2014. — № 3. — С. 98—113.
- Новеллы мариниста — строкулиста // Воин России. — 2015. — № 9. — С. 88—95.
- Не выдуманные рассказы о войне // Высокий берег. — 2015. — № 3. — С. 66—87.
- Честь смолоду. Рассказ // Воин России. — 2017. — № 12. — С. 98—101.